# Frank Hördler
Frank Hördler (* 26. Januar 1985 in Bad Muskau, DDR) ist ein deutscher Eishockeyspieler, der zuletzt bis zum Ende der Saison 2024/25 beim VER Selb aus der DEL2 unter Vertrag gestanden und dort auf der Position des Verteidigers gespielt hat. Zuvor war Hördler insgesamt 20 Jahre bei den Eisbären Berlin in der Deutschen Eishockey Liga (DEL) aktiv, wo er über 1.000 Partien absolvierte. Mit neun gewonnenen DEL-Meisterschaften ist er alleiniger Rekordhalter. Seine internationale Karriere krönte Hördler mit dem Gewinn der Silbermedaille bei den Olympischen Winterspielen 2018 in Pyeongchang. Sein Sohn Eric Hördler ist ebenfalls professioneller Eishockeyspieler.

## Karriere

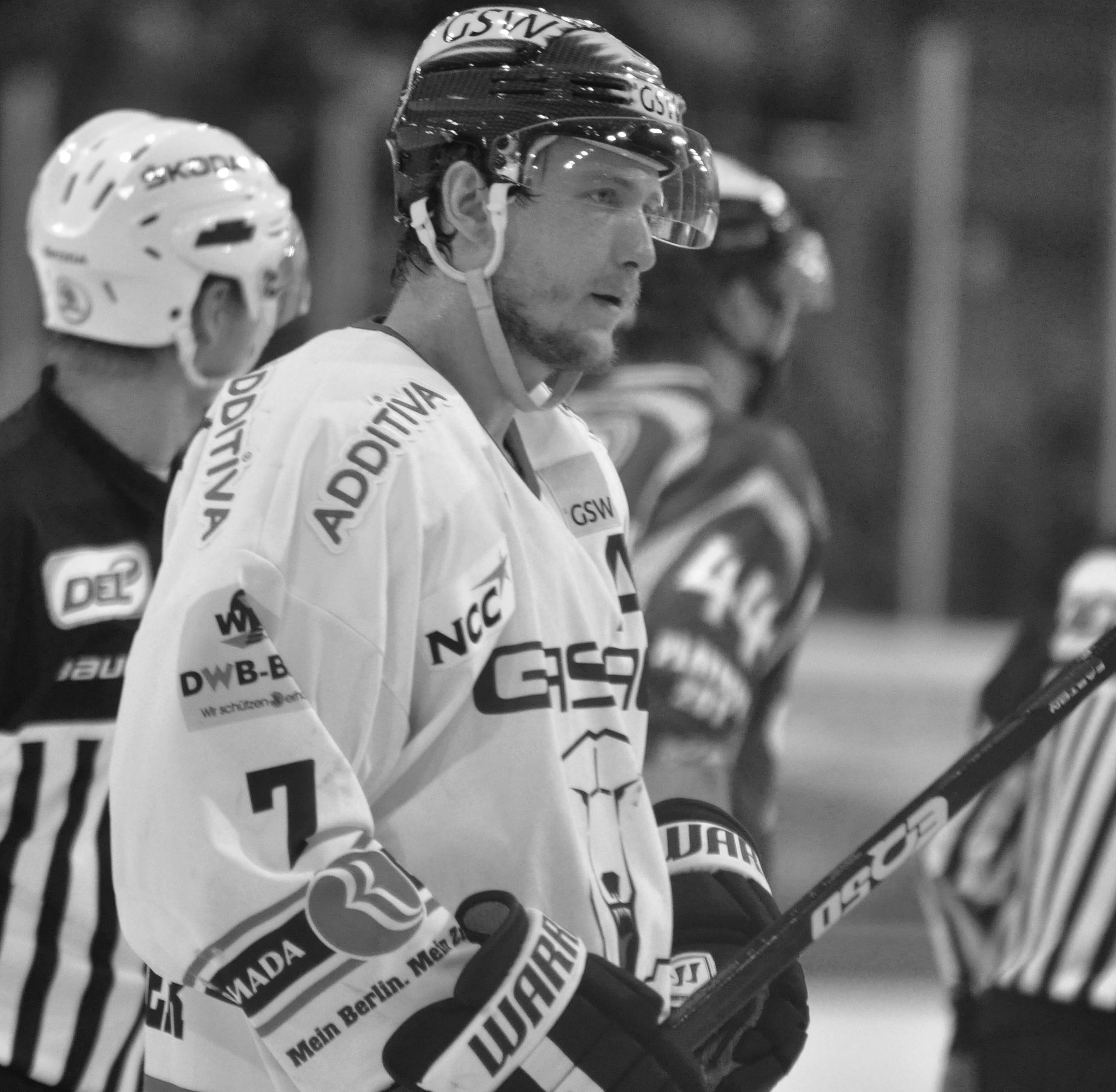
Hördler im Trikot der Eisbären Berlin (2012)

Frank Hördler spielte bereits in der Jugend Eishockey beim ERC Selb. Er sammelte seine ersten Erfahrungen im Profi-Eishockey in der Spielzeit 2001/02 beim ERC Selb in der Oberliga. Dort spielte der Linksschütze auch in der Folgesaison, die für ihn zwar besser verlief, allerdings konnte er mit der Mannschaft den Abstieg erst in der Abstiegsrunde verhindern.
Zur Saison 2003/04 wechselte der Offensivverteidiger zu den Eisbären Berlin, wo er mit einer Förderlizenz ausgestattet wurde. Dennoch wurde er bereits im ersten Jahr ausschließlich in der DEL-Mannschaft der Hauptstädter eingesetzt und spielte lediglich in den Play-offs für das Regionalliga-Team, mit dem er den Aufstieg in die Oberliga schaffte. Auch in den beiden folgenden Spielzeiten wurde er nur sporadisch in der 2. Mannschaft eingesetzt und verbrachte große Teile der Spielzeiten in der DEL, wo er 2005, 2006, 2008, 2009, 2011, 2012, 2013, 2021 und 2022 mit den Eisbären Deutscher Meister werden konnte; bei den letzten beiden Titeln führte er seine Mannschaft als Mannschaftskapitän an. Hördler ist damit der einzige Spieler, der bei allen gesamtdeutschen Meisterschaften der Eisbären bis zu diesem Zeitpunkt dabei war.
Im Jahr 2008 gewann er zudem den Deutschen Pokal und 2010 die European Trophy. Am 22. Oktober 2021 absolvierte Hördler seine 925. Partie und ist damit neuer Rekordspieler der Eisbären in der DEL. Am 11. Dezember 2022 absolvierte Hördler seine 1000. DEL-Partie und war damit der erst achte Spieler der Liga-Geschichte, der diese Marke erreichte. Zur Saison 2023/24 kehrte er nach 20 Jahren in Berlin zu seinem Ausbildungsverein VER Selb in die DEL2 zurück. Am Ende der Spielzeit 2024/25 stieg er mit den Wölfen in die Oberliga ab.

### International
Hördler spielte bei der U-18-Weltmeisterschaft 2002 zum ersten Mal für eine DEB-Auswahl, mit der er abstieg. Ein Jahr später verpasste er mit dem Team knapp den direkten Wiederaufstieg. Mit der Junioren-Auswahl schaffte er bei der Junioren-Weltmeisterschaft 2004 den Aufstieg aus der 1. Division. Auch mit der A-Nationalmannschaft stieg er, bei seinem ersten Turniereinsatz für die Auswahl, bei der Division-I-Weltmeisterschaft 2006 auf.
In der Folge spielte Hördler bei den Weltmeisterschaften in den Jahren 2007, 2008, 2009, 2010, 2011, 2013, 2014 und 2017. Dabei war die beste Platzierung der vierte Rang bei der Heim-Weltmeisterschaft im Jahr 2010. Des Weiteren bestritt der Verteidiger die Qualifikationen für die Olympischen Winterspiele 2010 und 2018 jeweils erfolgreich. Nachdem er bei den Olympischen Winterspielen 2010 in Vancouver nicht zum deutschen Olympiaaufgebot gehört hatte, bestritt er bei den Olympischen Winterspielen 2018 im südkoreanischen Pyeongchang seine ersten Olympischen Spiele. Diese schloss er mit dem Gewinn der Silbermedaille ab.
Für diesen Erfolg wurde er am 7. Juni 2018 mit dem Silbernen Lorbeerblatt ausgezeichnet.

## Erfolge und Auszeichnungen

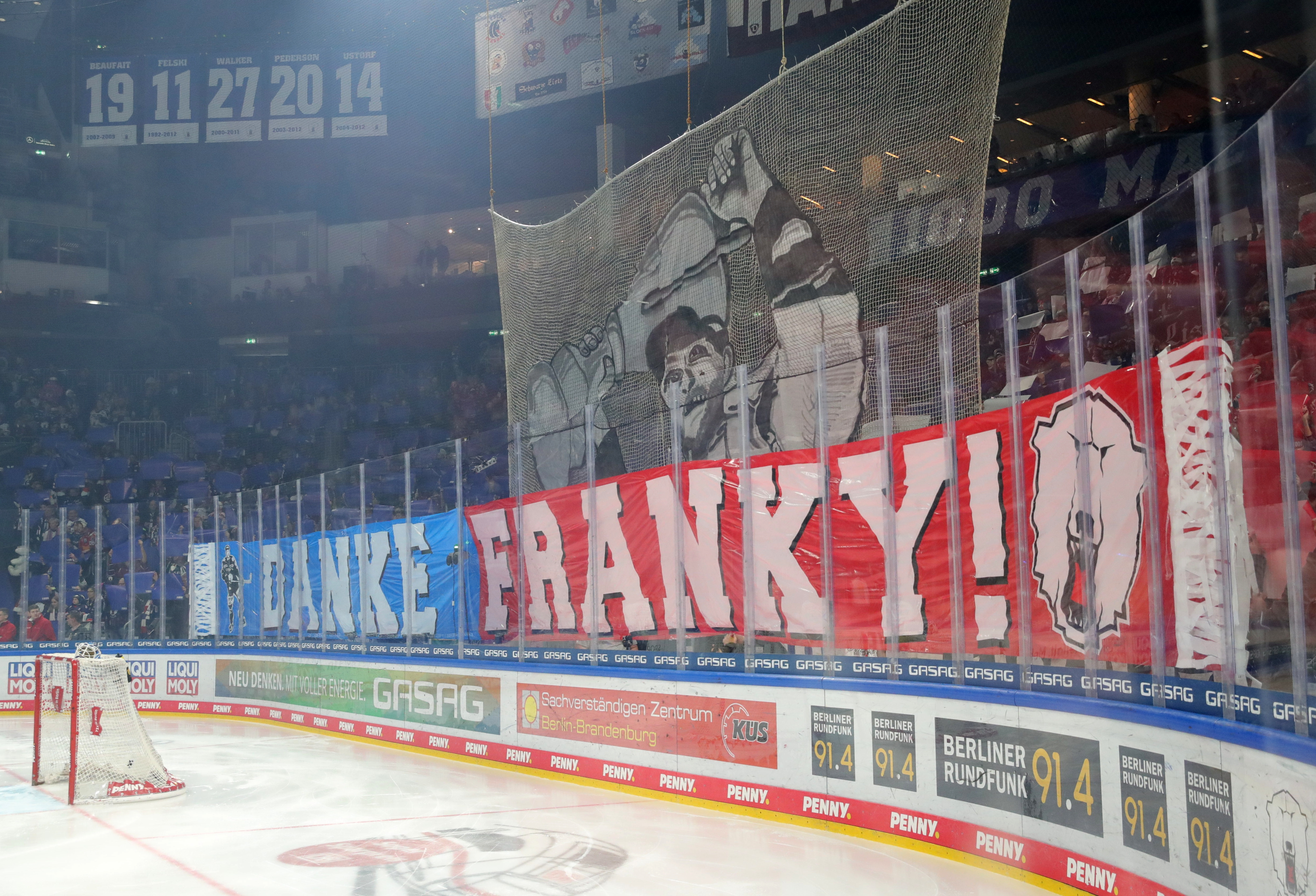
Ehrung anlässlich Hördlers 1.000 DEL-Spiel am 11. Dezember 2022

| - 2004 Deutscher Vizemeister mit den Eisbären Berlin - 2005 Deutscher Meister mit den Eisbären Berlin - 2006 Teilnahme am DEL All-Star Game - 2006 Deutscher Meister mit den Eisbären Berlin - 2008 Deutscher Pokalsieger mit den Eisbären Berlin - 2008 Deutscher Meister mit den Eisbären Berlin - 2009 Teilnahme am DEL All-Star Game - 2009 Deutscher Meister mit den Eisbären Berlin - 2010 European-Trophy-Gewinn mit den Eisbären Berlin | - 2011 Deutscher Meister mit den Eisbären Berlin - 2012 Deutscher Meister mit den Eisbären Berlin - 2013 Deutscher Meister mit den Eisbären Berlin - 2015 DEL-Verteidiger des Jahres - 2018 Deutscher Vizemeister mit den Eisbären Berlin - 2021 Deutscher Meister mit den Eisbären Berlin - 2022 Deutscher Meister mit den Eisbären Berlin - 2022 Wertvollster Spieler der DEL-Finalserie |

### International
- 2004 Aufstieg in die Top-Division bei der U20-Junioren-Weltmeisterschaft der Division I
- 2006 Aufstieg in die Top-Division bei der Weltmeisterschaft der Division I
- 2018 Silbermedaille bei den Olympischen Winterspielen

## Karrierestatistik

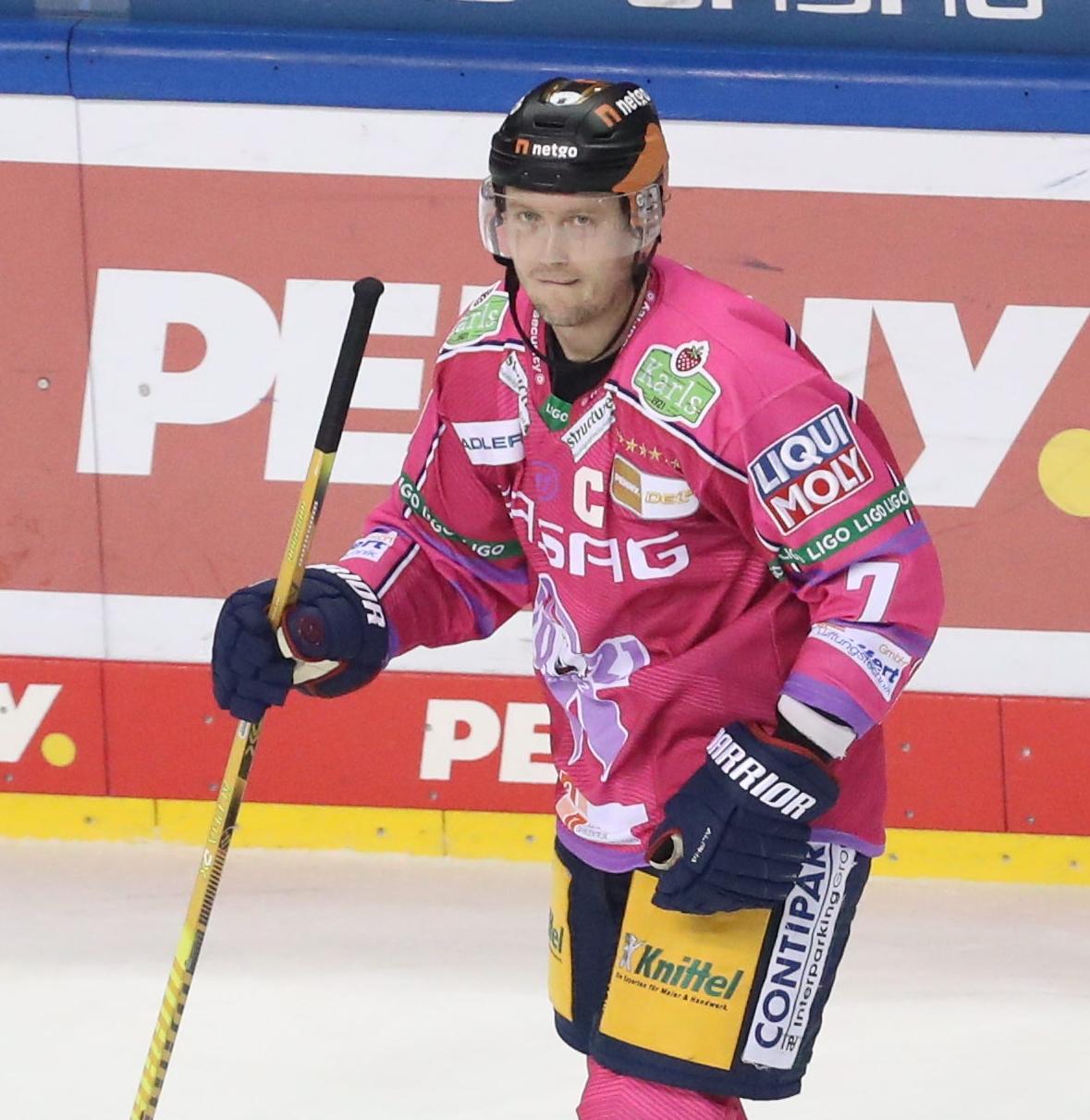
Hördler als Spieler der Eisbären Berlin (2021)

Stand: Ende der Saison 2024/25

### International
Vertrat Deutschland bei:
| - U18-Junioren-Weltmeisterschaft 2002 - U18-Junioren-Weltmeisterschaft 2003 der Division I - U20-Junioren-Weltmeisterschaft 2004 der Division I - Weltmeisterschaft 2006 der Division I - Weltmeisterschaft 2007 - Weltmeisterschaft 2008 - Qualifikationsturnier für die Olympischen Winterspiele 2010 - Weltmeisterschaft 2009 | - Weltmeisterschaft 2010 - Weltmeisterschaft 2011 - Weltmeisterschaft 2013 - Weltmeisterschaft 2014 - Qualifikationsturnier für die Olympischen Winterspiele 2018 - Weltmeisterschaft 2017 - Olympischen Winterspielen 2018 |

(Legende zur Spielerstatistik: Sp oder GP = absolvierte Spiele; T oder G = erzielte Tore; V oder A = erzielte Assists; Pkt oder Pts = erzielte Scorerpunkte; SM oder PIM = erhaltene Strafminuten; +/− = Plus/Minus-Bilanz; PP = erzielte Überzahltore; SH = erzielte Unterzahltore; GW = erzielte Siegtore; 1 Play-downs/Relegation; Kursiv: Statistik nicht vollständig)